# アマーリエ・フォン・ザクセン＝コーブルク・ウント・ゴータ
アマーリエ・フォン・ザクセン＝コーブルク・ウント・ゴータ（ドイツ語: Amalie von Sachsen-Coburg und Gotha, 1848年10月23日 - 1894年5月6日）は、ザクセン＝コーブルク＝ゴータ家のカトリック系の分家コハーリ侯爵家の公女で、バイエルン公マックス・エマヌエルの妻。

## 生涯
ザクセン＝コーブルク＝ゴータ公子アウグストと、その妻でフランス王ルイ・フィリップの娘であるクレマンティーヌ・ドルレアンの次女として生まれた。洗礼名はマリー・ルイーゼ・フランツィスカ・アマーリエ（Marie Luise Franziska Amalie）。弟にブルガリア王フェルディナントがいる。
結婚適齢期になると、バイエルン王子レオポルトとの縁談が持ち上がった。ところが、レオポルト王子の親類でオーストリア皇后エリーザベトの弟マックス・エマヌエルがアマーリエに一目ぼれし、間に割り込んでくる事態となった。複雑な三角関係は、オーストリア皇后の采配で円満な解決をみた。皇后エリーザベトはレオポルトをゲデレー宮殿に招き、自分の娘ギーゼラ大公女と見合いをさせた。オーストリア皇帝の娘婿になれるチャンスを逃したくないレオポルトはわずか数日でギーゼラと婚約した。
1875年9月20日にエーベンタール（現オーストリア領ニーダーエスターライヒ州ゲンゼルンドルフ郡）においてマックス・エマヌエルと結婚した。夫妻は幸福な家庭生活を送ったが、1893年に夫が急死するとアマーリエは極端に気落ちし、腹膜炎に罹って翌1894年に死去した。45歳だった。

## 子女
夫マックス・エマヌエルとの間に3人の息子をもうけた。
- ジークフリート・アウグスト・マクシミリアン・マリア（1876年 - 1952年）
- クリストフ・ヨーゼフ・クレメンス・マリア（1879年 - 1963年）
- ルイトポルト・エマヌエル・ルートヴィヒ・マリア（1890年 - 1973年）